# La Postolle
La Postolle település Franciaországban, Yonne megyében. Lakosainak száma 152 fő (2022. január 1.). La Postolle Perceneige, Lailly, Saint-Maurice-aux-Riches-Hommes, Thorigny-sur-Oreuse és Voisines községekkel határos.

## Népesség
A település népességének változása:
| Lakosok száma | 140  | 140  | 144  | 143  | 142  | 140  | 138  | 145  | 152  |
|               | 2013 | 2015 | 2016 | 2017 | 2018 | 2019 | 2020 | 2021 | 2022 |